# Todi
Todi er en by og kommune i provinsen Perugia i Umbrien i det centrale Italien. Den er lokaliseret på en høj, hvorfra der blandt andet er udsigt over den østlige bred af floden Tiberen. 
I 1990'erne valgte Richard S. Levine, professor i arkitektur ved University of Kentucky, Todi som model for en bæredygtig by på grund af dens størrelse og dens evne til at genopfinde sig selv over tid. Siden har den italienske presse omtalt Todi som verdens bedste by at leve i.[kilde mangler]

## Historie
Ifølge en legende, som skulle være nedskrevet omkring 1330 f.Kr., blev Todi grundlagt af Hercules, som skulle have dræbt Cacus på stedet. Han gav byen navnet Eclis.
Historisk blev Todi grundlagt af et gammelt umbrisk folk i det 8. - 7. århundrede f.Kr. Tutere, som byen dengang hed, betyder " grænse" , hvilket hentyder til beliggenheden på grænsen til de etruskiske områder. I 217 f.Kr. blev området i følge Silius Italicus erobret af romerne. Byen havde da en dobbelt bymur, som var medvirkende årsag til at Hannibal blev stoppet, trods sin sejr ved Trasimo. I mange latinske tekster blev byen dengang kaldt Tuder. 
1. ↑  demo.istat.it (fra Wikidata).